# Partita perduta
Partita perduta è un romanzo poliziesco di Georges Simenon del 1947.

## Storia editoriale
Il romanzo fu terminato nel giugno 1947 e pubblicato dalle Presses de la Cité di Parigi nello stesso anno, con il titolo originale Au bout du rouleau che letteralmente significa "La fine del rotolo".
In italiano la prima edizione è del 1961, presso Arnoldo Mondadori Editore (collana "I romanzi di Simenon" n° 165).

## Trama
Protagonista centrale del libro è Marcel Viau ma non sono secondari anche altri tre personaggi: Sylvie, Maurice e un certo Mangre. Marcel è in fuga, ha da poco rapinato un uomo ma i biglietti erano segnati e lui se ne è dovuto sbarazzare. Ha circa trent'anni, è alto e aitante. È accompagnato da Sylvie una giovane entreneuse conosciuta per caso che lo segue senza un particolare motivo e che lui disprezza in quanto donna, cioè inferiore, ma nello stesso tempo ne è affascinato per la sua acutezza, prontezza di spirito e capacità di adattamento. Sperando di far perdere le tracce i due scendono in una cittadina vicino al paese natio di Marcel. Prendono stanza in un albergo dove lavora un vecchio cuoco cameriere, tale Maurice, che sembra incuriosito dalla coppia e li osserva rimanendo in disparte.
Marcel è dipendente dall'alcol, nel quale trova rifugio e sicurezza. È un giovane presuntuoso e orgoglioso che odia lo squallore del quotidiano e della piccola borghesia dalla quale proviene. Vorrebbe emergere, essere conosciuto e riverito e, parallelamente, ha un timore paranoico di cadere nel ridicolo, di essere disprezzato e considerato un dilettante. Sperando di guadagnare facilmente dei soldi giocando a carte con un gruppo di locali, ne è invece spennato, principalmente da un tale Mangre, che tutti sembrano rispettare ma che invece odiano perché intrallazzato in giri non del tutto puliti nei quali sono stati, chi più chi meno, coinvolti e cointeressati.
Marcel promette a Mangre di onorare il debito, ma non sa come. Tornato in albergo Sylvie gli suggerisce di derubare il vecchio Maurice che sicuramente tiene dei risparmi in camera. Sebbene riluttante si lascia convincere e trova dietro un quadro diecimila franchi.
Il giorno dopo Marcel paga il debito e tra lui e Mangre sembra nascere una specie di intesa, o quanto meno Marcel vede in Mangre un suo simile. Si danno appuntamento per una rivincita e Marcel questa volta vince alla grande. Tutti sono soddisfatti della lezione inflitta a Mangre che si allontana con una scusa da tavolo da gioco. In sua assenza gli habitué si congratulano con Marcel e commentano malignamente anche della visita a sorpresa che la polizia tributaria sta per fare al loro odiato compaesano.
Marcel torna in albergo e si intrattiene a colloquio con Maurice dove si lasciano andare in confidenze. Marcel prende una decisione e sotto una pioggia scrosciante si reca a casa di Mangre per avvertirlo del pericolo incombente. Paradossalmente però, invece di ringraziarlo, Mangre lo mette in guardia: che stia attento lui piuttosto perché uno straniero è sempre visto con diffidenza e molti si domandano, compreso l'ispettore di polizia locale, chi possa essere e da dove venga quello sconosciuto.
Le cose precipitano: invece di allontanarsi dal paese, facendo perdere le tracce, Marcel sembra voler andare incontro a quello che lui ritiene essere il suo tragico destino. Invano Sylvie lo invita a riflettere sul fatto che sicuramente è stato messo in relazione con la rapina e che lei e il vecchio Maurice sono pronti ad aiutarlo dato che in realtà già si conoscevano e che per puro caso si erano rincontrati proprio in quell'albergo dove il vecchio Maurice, dopo un periodo di prosperità nel cinema, si era ritirato in seguito ad un disastroso fallimento accompagnato anche ad alcuni anni di carcere. Marcel ricostruisce molte cose avvenute nei giorni precedenti, compresa l'idea del furto, certamente suggerita solo per non umiliarlo.
Quando la polizia si presenta in albergo, Marcel si lascia catturare solo dopo una violenta colluttazione. Ma il carcere non è per lui. Si suiciderà tagliandosi le vene.

## Edizione italiana
- Georges Simenon, Partita perduta, traduzione di Roberto Cantini, "I romanzi di Simenon" n° 165, Milano, Arnoldo Mondadori, 1961.